# Pieter Busschaert (priester)
Pieter Busschaert (Damme, 28 juli 1840 - Vichte, 10 januari 1892) was een Belgische rooms-katholieke priester, essayist en componist.

## Levensloop
De bakkerszoon Busschaert studeerde aan het Sint-Lodewijkscollege in Brugge. In de retorica 1858-59 had hij Leonard De Bo als leraar en Edward Gailliard en Edmond Houtave als klasgenoten. In een schoolschrift verzamelde hij zijn verzen onder de titel Knopjes en Bloempjes in 't College geplukt. 
In 1859 trad hij binnen in het kleinseminarie in Roeselare, waar hij het eerste jaar filosofie volgde en kennis maakte met Guido Gezelle, die toen poësisleraar was. Deze droeg zijn ode aan de vlinder Kom e' keer hier, fliefflodderke aan Busschaert op. Hij nam het op in zijn bundel Gedichten, gezangen en gebeden. Gezelle betrouwde later op de muzikale kennis van Pieter Busschaert. Bij zijn gedicht 'O Maria, die daar staat, vermeldde hij: 'Zangwijze Pieter Busschaert. Pas in het Grootseminarie in Brugge aangekomen, werd Busschaert dirigent van de Scola Cantorum van de kathedraal. Hij componeerde rond die tijd een Stabat Mater die werd gezongen in de Heilig Bloedprocessie. 
In 1864 werd hij, samen met zijn jaargenoot Hugo Verriest, tot priester gewijd en werden beiden benoemd in het Sint-Lodewijkscollege. Busschaert kreeg de poësisklas toevertrouwd en gaf tevens muzieklessen aan de geïnteresseerde leerlingen, onder meer aan Karel Mestdagh.
In 1877 werd hij onderpastoor in Blankenberge en van 1883 tot aan zijn vroege dood was hij pastoor in Vichte. In Blankenberge had hij vaak ontmoetingen in intieme kring met onder meer Edgar Tinel en Maria Belpaire. In Vichte ontving hij samen Guido Gezelle en Edgar Tinel, die vrienden werden.
Toen Bosschaert, als heel wat van de vrienden en leerlingen van de Meester vroegtijdig overleed, schreef Gezelle een gedachtenis die als volgt aanving:
Zijn herte zong, van binnen hem,
een lied dat de Engelen hoorden,
dat somtijds uit zijn oogen sprak,
en tintelde in zijn woorden.

## De componist
Busschaert componeerde vooral religieuze muziek. Te vermelden zijn:
- 42 gezangen voor Congregatiën, ook dienstig voor scholen (1881).
- In Mélodies pour chant grégorien  verschenen composities van hem.
- Vijf oude liederen voor de Kersttijd.
- Zeven gezangen onder de Heilige Mis.

Op teksten van Guido Gezelle componeerde hij volgende liederen:
- Bedevaartlied ter eere van O.L. Vrouw van ruste
- O Blijde maand! (1891)
- O Maria die daar staat. Volgens vermeld werd in Rond den heerd had Gezelle iets gelijkend op de eerste strofe ergens onder een Onze-Lieve-Vrouwbeeld aangetroffen. Het lied in zes strofen  werd een van de meest populaire liederen bij religieuze bijeenkomsten in katholiek Vlaanderen. De eerste en de laatste strofen luiden:

O Maria, die daar staat
gij zijt goed en ik ben kwaad:
wilt gij mijn arme ziele gedinken
'k zal u een Ave Maria schenken
Ave Maria (bis)
O Maria, in den strijd
toogt dat gij ons moeder zijt;
wilt ge mijn arme ziele gedinken
'k zal u een Ave Maria schinken.
Ave Maria (bis)
- O Maria onbevlekte (1891)
- Jesu allerliefste kind
- O Eene uit al
- O Moeder Gods
- Feestlied
- Te lande en langs de dreven
- O Moedermaagd
- O Maria, onbevlekte

## Publicaties
- Vondels' Lucifer, schooluitgave
- Vondels Jozef in Dothan, schooluitgave
- Vluchtdichten